# The Prince of Graustark
The Prince of Graustark er en amerikansk stumfilm fra 1916 af Fred E. Wright.

## Medvirkende
- Bryant Washburn
- Marguerite Clayton
- Sidney Ainsworth som Quinnox
- Ernest Maupain som William H. Blithers
- Florence Oberle som Mrs. Blithers